# Eugène Prévost (Musiker)
Eugène-Prosper Prévost (* 23. April 1809 in Paris; † 19. August 1872 in New Orleans) war ein französischer Komponist und Dirigent.

## Leben
Eugène Prévost wurde durch seine ältere Schwester, die Sängerin Geneviève-Aimée-Zoë Prévost, in die Musik eingeführt. Ab 1827 studierte er am Conservatoire de Paris Kontrapunkt bei Daniel Jelensperger und Louis Seuriot und Komposition bei Jean-François Lesueur. 1831 gewann er mit der zweistimmigen Szene La Fuite de Bianca Capello nach einem Text von Amédée de Pastoret den Premier Grand Prix de Rome.
Im gleichen Jahr heiratete er die Sängerin Augustine Dejean-Leroy, die unter dem Namen Eléonore Colon bekannt wurde, und ging mit ihr nach Le Havre. Nach seinem Romaufenthalt 1833 debütierte er als Komponist mit der Uraufführung der Buffo-Oper Cosimo ou le peintre badigeonneur 1835 an der Opéra-Comique, wo bis 1839 mehrere weitere Opern von ihm zur Aufführung kamen.
1838 wurde er als Dirigent an das Théâtre Français in New Orleans engagiert, wo er sich mit einer Aufführung des Il barbiere di Siviglia vorstellte. Neben Werken zeitgenössischer italienischer und französischer Komponisten wie Gaetano Donizetti und Daniel-François-Esprit Auber führte er hier mehrere eigene Opern auf. 1841 dirigierte er mehrere Aufführungen des Balletts La Sylphide von Philippe Tagioli mit der Tänzerin Fanny Elßler.
Im Sommer 1843 unternahm Prévost mit seinem Orchester eine Tournee durch Nordamerika, die ihn nach New York, Philadelphia und Montreal führte. 1845 trat er erneut in New York auf, wo er am 4. Juli eine für diesen Anlass komponierte Patriotic Cantata und einen National March aufführte. Zwischen 1850 und 1852 dirigierte er am Theater in Den Haag.
1853 leitete Prévost in New Orleans die Uraufführung der Oper David des damals fünfzehnjährigen Ernest Guiraud. Er verfasste weitere eigene Kompositionen, darunter ein dreiteiliges Oratorium, Lieder und Klavierstücke, und betätigte sich als Lehrer; neben anderen studierte Edmond Dédé Kontrapunkt und Harmonielehre bei ihm.
Mit dem Ausbruch des amerikanischen Bürgerkrieges 1861 kehrte Prévost nach Frankreich zurück, gab aber im Sommer des Folgejahres in New Orleans eine Benefizkonzert für die Musiker und Künstler der Stadt. 1864 wurde er Leiter des von Offenbach gegründeten Théâtre des Bouffes-Parisiens, an dem er bis 1867 wirkte. Er führte hier neben mehreren Operetten Offenbachs auch Léo Delibes’ Le Serpent à plumes auf. Daneben war er seit 1864 Dirigent der Concerts des Champs-Élysées. 1863 wurde seine Oper L’Illustre Gaspard an der Opéra-Comique aufgeführt.
Ende 1867 ging Prévost erneut nach New Orleans, wo er an der Institution Locquet Musik und Gesang unterrichtete. Hier entstand 1871 seine letzte Oper Blanche et René.
Prévost hatte drei Söhne: Léon Prévost, der ebenfalls als Komponist bekannt wurde, Toussaint, der unter dem Namen Théodore Ritter ein international erfolgreicher Pianist wurde, sowie Eugène, der 1856 im Alter von sechzehn Jahren starb.

## Werke
- Cosimo ou le peintre badigeonneur, Opéra buffe, 1835
- Les Pontons de Cadix, Opéra comique nach einem Libretto von Paul Duport und Jacques-François Ancelot, 1836
- La Esméralda Oper in 4 Akten nach Notre-Dame de Paris von Victor Hugo, 1836
- Le Bon garçon, Opéra comique nach einem Libretto von Auguste Anicet-Bourgeois, 1837
- La chaste Suzanne, Oper in 4 Akten, 1839
- Cosimo, Oper, UA 1839
- Oratorium in drei Teilen: Josué, patriotische Ouvertüre, L’Orléanaise, Messe, Te Deum
- La Marche du général Taylor, Marsch für Klavier, 1846
- The Departure of the volunteer, a national song für Gesang und Klavier, 1846
- L’Illustre Gaspard, Oper, 1863
- La Sensitive für Klavier, 1866
- Chant de fête de la Garde, Kantate nach einem Text von Gustave Chouquet, 1867
- Blanche et René, Opéra comique nach einem Libretto von Louis Placide Canonge, 1871